# IC 1187
IC 1187 ist eine Galaxie vom Hubble-Typ S? im Sternbild Ursa Minor am Nordsternhimmel. Sie ist schätzungsweise 348 Millionen Lichtjahre von der Milchstraße entfernt und hat einen Durchmesser von etwa 40.000 Lichtjahren.

Im selben Himmelsareal befinden sich u. a. die Galaxien NGC 6048 und NGC 6071.
Das Objekt wurde am 23. März 1889 vom französischen Astronomen Guillaume Bigourdan entdeckt.